# آندریاس اسوین
آندریاس اسوین (انگلیسی: Andreas Esswein؛ زادهٔ ۲۶ ژانویهٔ ۱۹۹۷) بازیکن فوتبال است.
وی همچنین در تیم ملی فوتبال زیر ۲۳ سال فیلیپین بازی کرده‌است.